# Königlich Dänische Kunstakademie

Siegel der Königlich Dänischen Kunstakademie

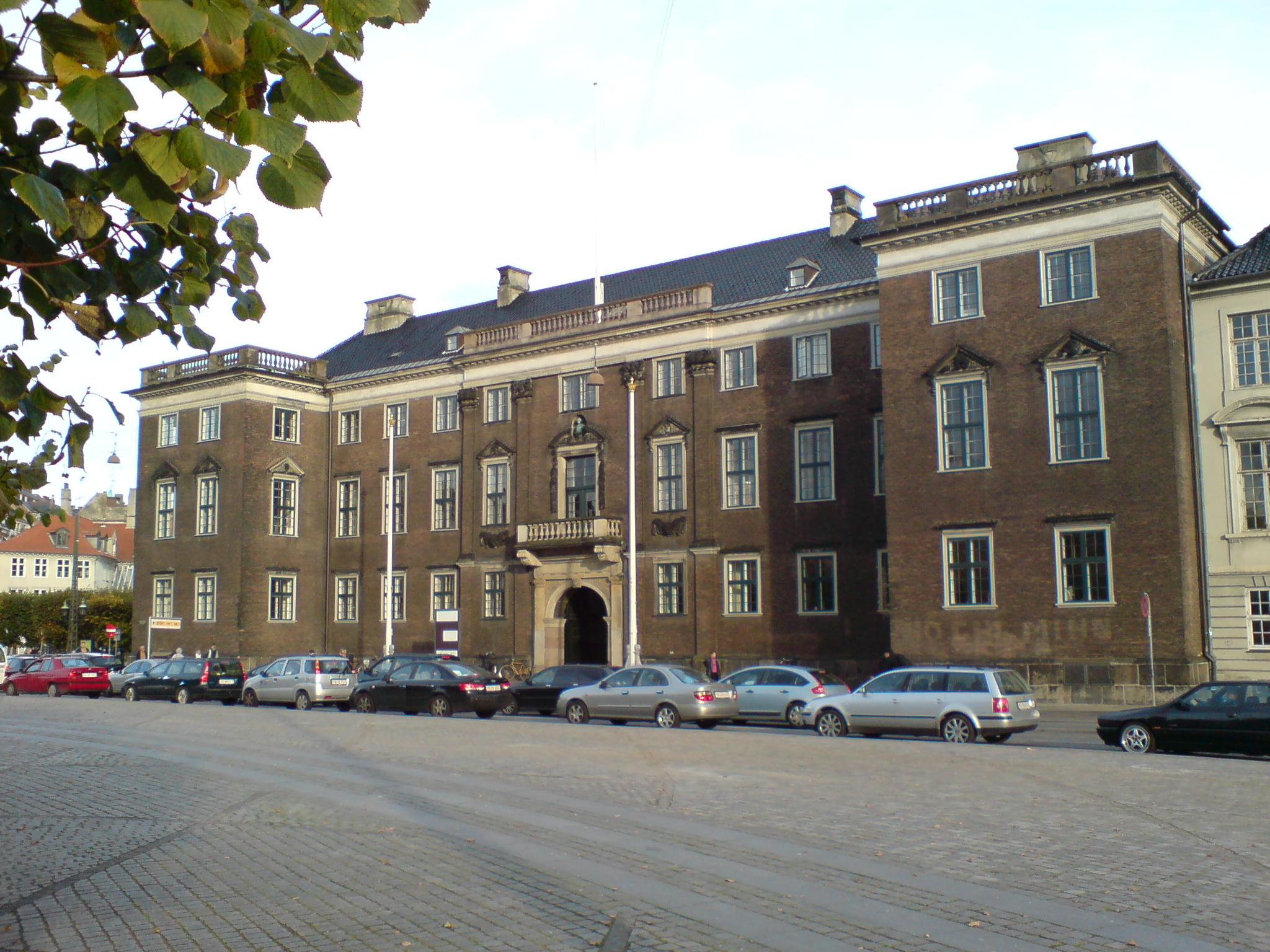
Das Schloss Charlottenborg, Sitz der Akademie

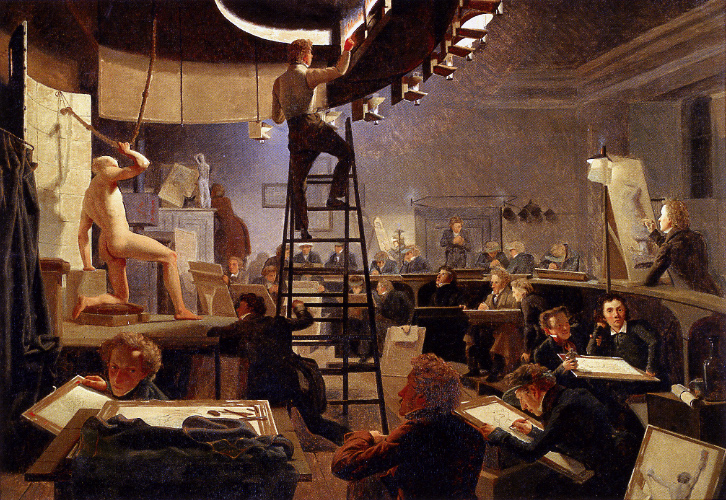
Wilhelm Bendz: Modellklasse an der Kopenhagener Kunstakademie (1826)

Die Königlich Dänische Kunstakademie (dänisch: Det Kongelige Danske Kunstakademi) mit Sitz im Schloss Charlottenborg am Kongens Nytorv 1 in der Kopenhagener Altstadt ist eine von 20 staatlichen Kunsthochschulen Dänemarks. Sie wurde im Jahr 1754 als Det Kongelige Danske Skildre-, Billedhugger- og Bygnings-Academie i Kiøbenhavn gegründet. 1771 erfolgte eine erste Umbenennung in Maler-, Billedhugger- og Bygnings-Academiet, 1814 eine zweite in Det Kongelige Academie for de skjønne Kunster. Seit einer umfassenden Neustrukturierung 1968 lautet der Name Det Kongelige Danske Kunstakademi.
Die Kunstakademie steht unter Aufsicht des dänischen Kulturministeriums, dem auch die finanzielle Ausstattung dieser Einrichtungen obliegt.

## Gliederung
Die Kunstakademie gliedert sich in mehrere selbstständige Einrichtungen:
- Hochschulen für Bildende Künste (dänisch: Det Kongelige Danske Kunstakademis billedkunstskoler) im Schloss Charlottenborg. Rektor ist Mikkel Bogh. Die angebotenen Studienfächer reichen von Malerei, Skulptur und Grafik zu Photographie und Videokunst.
  - Skolen for Tidsbaserede Medier
  - Malerskole 2
  - Billedhuggerskolen Charlottenborg
  - Billedhuggerskolen Frederiksholms Kanal
  - Grafisk Skole
  - Skolen for Mediekunst
  - Skolen for Mur og Rum
- Hochschulen für Architektur, Design und Konservation (dänisch: Det Kongelige Danske Kunstakademis Skoler for Arkitektur, Design og Konservering) haben seit 2011 ihren gemeinsamen Sitz im Stadtteil Holmen; Rektorin ist Lene Dammand Lund.
  - Arkitektskolen
  - Designskolen
  - Konservatorskolen
- Königliche Akademie der Schönen Künste (dänisch: Det Kongelige Akademi for de Skønne Kunster), derzeit bestehend aus 78 Mitgliedern: 30 Architekten, 30 bildenden Künstlern, 12 kooptierten und sechs dänischen Ehrenmitgliedern. Vorsitzende des Akademie-Rates ist Mette Gitz-Johansen.
- Dänische Kunstbibliothek (dänisch: Danmarks Kunstbibliotek), Direktor Patrick Kragelund.

## Direktoren der Kunstakademie
1974 erfolgte eine Aufteilung in einzelne Gliederungen.
- 1751–1754: Nicolai Eigtved
- 1754–1771: Jacques-François-Joseph Saly
- 1771–1772: Carl Gustaf Pilo
- 1772–1777: Johannes Wiedewelt
- 1777–1779: Caspar Frederik Harsdorff
- 1780–1789: Johannes Wiedewelt
- 1789–1791: Nicolai Abildgaard
- 1791–1792: Andreas Weidenhaupt
- 1793–1795: Johannes Wiedewelt
- 1796–1797: Jens Juel
- 1797–1799: Peter Meyn
- 1799–1801: Jens Juel
- 1801–1809: Nicolai Abildgaard
- 1809–1810: Christian August Lorentzen
- 1811–1818: Christian Frederik Hansen
- 1818–1821: Nicolai Dajon
- 1821–1827: Christian Frederik Hansen
- 1827–1829: Christoffer Wilhelm Eckersberg
- 1830–1833: Christian Frederik Hansen
- 1833–1844: Bertel Thorvaldsen
- 1844–1849: Jørgen Hansen Koch
- 1850–1853: Vilhelm Bissen
- 1854–1857: Wilhelm Marstrand
- 1857–1863: Jens Adolf Jerichau
- 1863–1873: Wilhelm Marstrand
- 1873–1890: Ferdinand Meldahl
- 1890–1892: Otto Bache
- 1893–1896: Theobald Stein
- 1896–1899: Otto Bache
- 1899–1902: Ferdinand Meldahl
- 1902–1905: Vilhelm Bissen
- 1905–1906: Otto Bache
- 1906–1908: Vilhelm Bissen
- 1908–1911: Martin Nyrop
- 1911–1914: Viggo Johansen
- 1914–1917: Carl Aarsleff
- 1917–1920: Herman, Baggøe Storck
- 1920–1925: Joakim Skovgaard
- 1925–1925: Anton Rosen
- 1925–1928: Einar Utzon-Frank
- 1928–1931: Poul Holsøe
- 1931–1934: Aksel Jørgensen
- 1934–1937: Einar Utzon-Frank
- 1937–1940: Poul Holsøe
- 1940–1943: Sigurd Wandel
- 1943–1946: Johannes Bjerg
- 1946–1949: Edvard Thomsen
- 1949–1952: Kræsten Iversen
- 1952–1955: Johannes Bjerg
- 1955–1956: Svend Møller
- 1956–1965: Palle Suenson
- 1965–1974: Tobias Faber

## Persönlichkeiten

### Architekten
- Johann August Arens (1757–1806), deutscher Architekt des Klassizismus, Landschaftsgestalter, Maler und weimarischer Baubeamter
- Helge Bojsen-Møller (1874–1946), dänischer Architekt
- Axel Bundsen (1768–1832), dänischer Architekt und Baumeister des Klassizismus
- Nicolai Eigtved (1701–1754), dänischer Architekt und Innenarchitekt
- Jan Gehl (* 1936), dänischer Architekt und Stadtplaner
- Jákup Pauli Gregoriussen (1932–2021), Architekt auf den Färöern
- Christian Frederik Hansen (1756–1845), ein dänischer Architekt
- Gustav Friedrich von Hetsch (1788–1864), dänischer Architekt und Maler deutscher Herkunft
- Niels Lauritz Høyen (1820–1822), dänischer Kunsthistoriker und Kunstkritiker
- Bjarke Ingels (* 1974), dänischer Architekt
- Arne Jacobsen (1902–1971), dänischer Architekt und Designer
- Peter Meyn (1749–1808), dänischer Hofarchitekt und Stadtbaumeister von Kopenhagen
- Steen Eiler Rasmussen (1898–1990), dänischer Architekt, Stadtplaner, Schriftsteller und Hochschullehrer
- Magnus Stephensen (1903–1984), dänischer Architekt, Industrie- und Produktdesigner
- Ibi Trier Mørch (1910–1980), dänische Architektin, Designerin und Silberschmiedin
- Jørn Utzon (1918–2008), dänischer Architekt
- Ole Wanscher (1903–1985), Architekt und Möbeldesigner

### Künstler und Designer
- Emil Bærentzen (1799–1868), dänischer Porträtmaler und Lithograph
- Bernd Becher (1931–2007) und Hilla Becher (1934–2015), Künstlerpaar, bekannt für ihre Schwarz-Weiß-Fotografien
- Herman Wilhelm Bissen (1798–1868), dänischer Bildhauer
- Christian Blache (1838–1920), dänischer Marinemaler
- Karen Blixen (1885–1962), dänische Schriftstellerin
- Carl Bloch (1834–1890), dänischer Maler
- Detlev Conrad Blunck (1798–1853), deutscher Maler und Zeichner
- Conrad Christian August Böhndel (1796–1799), dänischer Maler und Lithograph
- Peter Bömmels (* 1951), deutscher Maler und Zeichner
- Asmus Carstens (ab 1776), deutscher Maler
- Johann Friderich Clemens (1749–1831), dänischer Kupferstecher deutscher Herkunft
- Franciska Clausen (1899–1986), deutsch-dänische Malerin
- Johan Christian Clausen Dahl (1788–1857), norwegischer Landschaftsmaler der Romantik
- Christen Dalsgaard (1824–1907), dänischer Landschafts- und Interieurmaler
- Eugen Denzel (1901–1980), deutscher Maler, Grafiker und Pressezeichner
- Nanna Ditzel (1923–2005), dänische Textil-, Schmuck- und Möbeldesignerin
- Christoffer Wilhelm Eckersberg (1783–1853), dänischer Maler
- Ib Eisner (1925–2003), dänischer Künstler
- Ólafur Elíasson (* 1967), dänischer Künstler isländischer Herkunft
- Lili Elbe (1882–1931), dänische Malerin
- Margareta Erichsen (1916–2006), deutsch-dänische Malerin und Illustratorin
- Caspar David Friedrich (1774–1840), deutscher Maler, Grafiker und Zeichner
- Johann Martin Graack (1816–1899), deutscher Lithograf und Fotograf
- Vilhelm Hammershøi (1864–1916), dänischer Maler
- Constantin Hansen (1804–1880), dänischer Historienmaler
- Osmund Hansen (1908–1995), dänischer Maler und Grafiker
- Anne-Birthe Hove (1951–2012), grönländisch-dänische Künstlerin
- Aka Høegh (* 1947), grönländische Bildhauerin und Malerin
- Astrid Holm (1876–1937), dänische Malerin, Textilkünstlerin und Schulleiterin
- Robert Jacobsen (1912–1993), dänischer Bildhauer, Maler und Grafiker
- Bárður Jákupsson (* 1943), färöischer Maler, Grafiker und Kunstbuchautor
- Georg Arthur Jensen (1866–1935), dänischer Silberschmied und Künstler
- Jacob Jensen (1926–2015), dänischer Industriedesigner
- Sámal Joensen-Mikines (1906–1979), färöischer Maler
- Georg Friedrich Kersting (1805–1808), deutscher Maler
- Poul Kjærholm (1929–1980), dänischer Designer
- Kaare Klint (1888–1954), dänischer Architekt und Möbeldesigner
- Christen Købke (1810–1848), dänischer Maler
- Frederik Kristensen (1952–2021), grönländischer Maler, Bildhauer, Musiker und Dichter
- Thorald Læssøe (1834–1839), dänischer Landschaftsmaler und Schriftsteller
- Johann Ludwig Lund (1797–1799), deutsch-dänischer Maler
- Anders Christian Lunde (1809–1886), dänischer Landschaftsmaler
- Oscar Matthiesen (1861–1957), dänischer Landschaftsmaler und Porträtist
- Grethe Meyer (1918–2008) dänische Architektin und Designerin
- Børge Mogensen (1914–1972), dänischer Möbeldesigner
- Richard Mortensen (1910–1993), dänischer Maler
- Amaldus Nielsen (1838–1932), norwegischer Maler
- Tróndur Patursson (* 1944), färöischer Künstler
- Erik Pauelsen (1749–1790), dänischer Zeichner, Kupferstecher und Maler
- Axel Poulsen (1887–1972), dänischer Bildhauer
- Alf Rolfsen (1895–1979), norwegischer Maler
- Philipp Otto Runge (1777–1810), deutscher Maler der Frühromantik
- Carl Georg Scheuermann (1803–1859), dänischer Landschaftsmaler
- Ruth Smith (1913–1958), färöische Malerin und Grafikerin
- Frits Thaulow (1847–1906), norwegischer Maler
- Bertel Thorvaldsen (1770–1844), dänischer Bildhauer
- Adolph Tidemand (1814–1876), norwegischer Maler der Düsseldorfer Schule
- Ingeborg Weeke (1905–1985), dänische Malerin
- Hans J. Wegner (1914–2007), dänischer Tischler, Architekt und Möbeldesigner
- Bjørn Wiinblad (1918–2006), dänischer Maler, Designer, Bühnenbildner und bildender Künstler
- Jens Ferdinand Willumsen (1863–1958), dänischer Maler und Bildhauer